# Herald Sun Tour 2006
Die 16. Herald Sun Tour fand vom 8. bis 14. Oktober 2006 statt. Das Radrennen wurde in sieben Etappen über eine Distanz von 825 Kilometern ausgetragen.

## Etappen

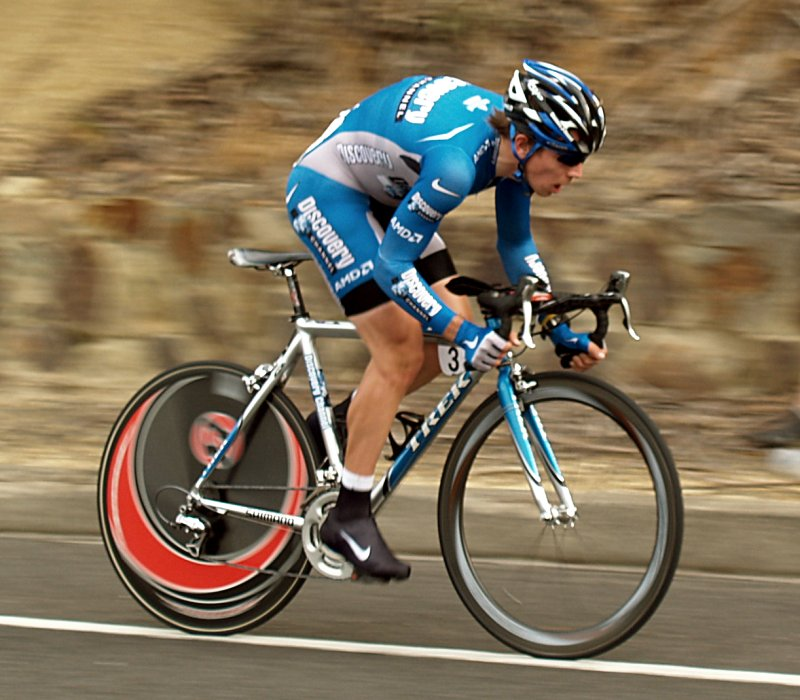
Trent Lowe beim Einzelzeitfahren (6. Etappe)

| Etappe    | Tag         | Start – Ziel            | km       | Etappensieger  | Führender        |
| --------- | ----------- | ----------------------- | -------- | -------------- | ---------------- |
| 1. Etappe | 8. Oktober  | Shepparton              | 50       | Hilton Clarke  | Hilton Clarke    |
| 2. Etappe | 9. Oktober  | Shepparton – Bendigo    | 179      | Karl Menzies   | Karl Menzies     |
| 3. Etappe | 10. Oktober | Bendigo – Nagambie      | 158      | Trent Wilson   | Karl Menzies     |
| 4. Etappe | 11. Oktober | Nagambie – Benalla      | 178      | Satoshi Hirose | Karl Menzies     |
| 5. Etappe | 12. Oktober | Benalla – Lake Mountain | 183      | Matthew Lloyd  | Simon Gerrans    |
| 6. Etappe | 13. Oktober | Kew                     | 12 (EZF) | Ben Day        | Chris Jongewaard |
| 7. Etappe | 14. Oktober | Carlton                 | 65       | Robbie McEwen  | Simon Gerrans    |